# Lasionycta impingens
Lasionycta impingens là một loài bướm đêm thuộc họ Noctuidae. It occurs từ miền nam Yukon tới Colorado.

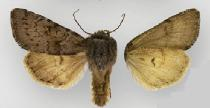
Lasionycta impingens curta

It is diurnal. Con lớn phổ biến ở lãnh nguyên núi cao. It feeds on nectar of a Penstemon species on the Beartooth Plateau, Montana, cũng như on Mertensia paniculata và a Senecio, likely Senecio lugens at Pink Mountain, British Columbia.
Con trưởng thành bay vào tháng 7 và tháng 8.

## Phụ loài
- Lasionycta impingens impingens (từ phía nam Yukon về phía nam dãy núi Rocky ở miền nam British Columbia và Alberta, và ở phía tây nam British Columbia tại phía bắc Pavilion Lillooet)
- Lasionycta impingens curta (ở Dãy núi Rocky từ phía nam Montana đến Colorado)